# Beate Jessel

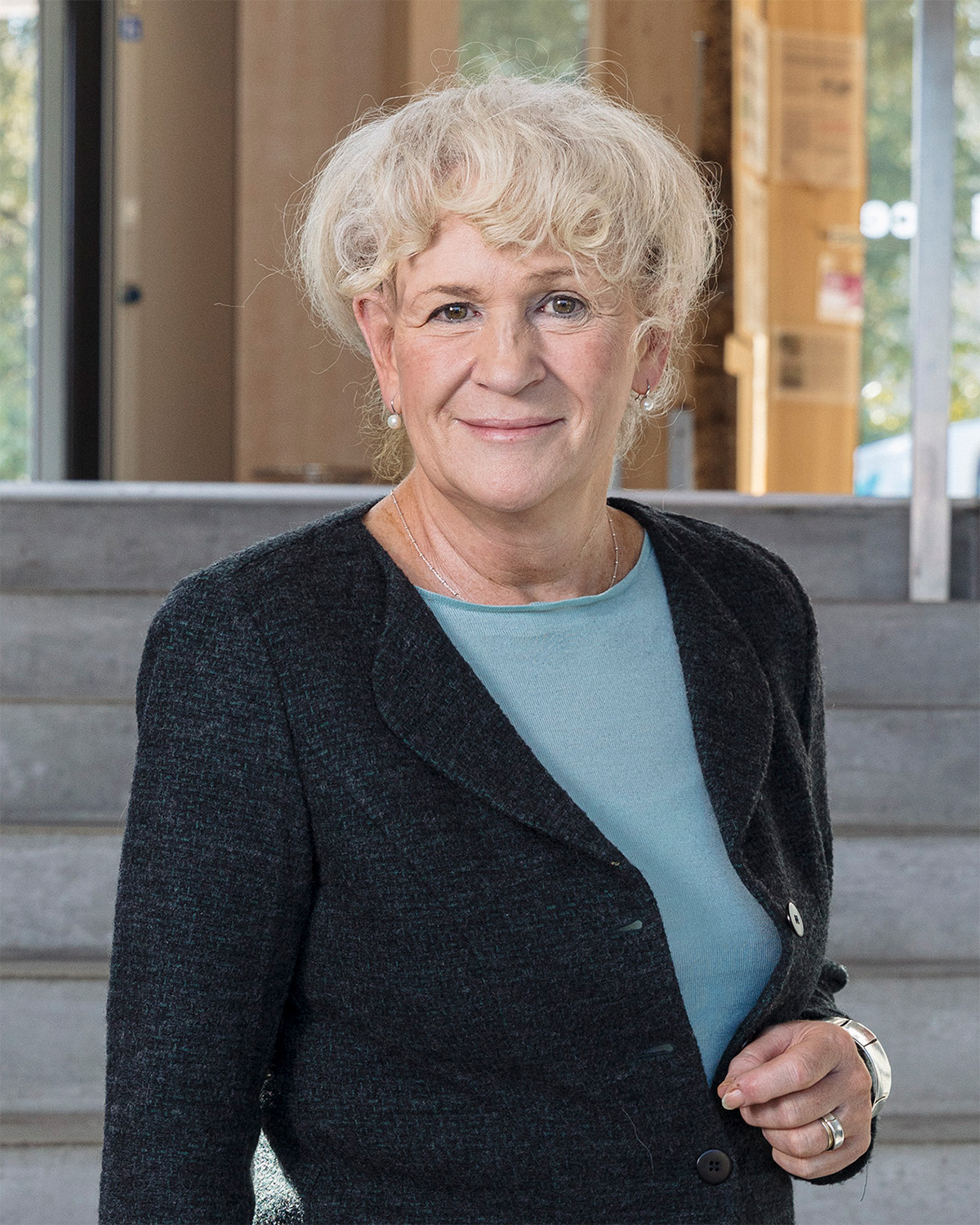
Beate Jessel, 2022

Beate Jessel (* 25. Mai 1962 in Stuttgart-Bad Cannstatt) ist eine deutsche Landespflegerin und war von November 2007 bis August 2021 Präsidentin des Bundesamtes für Naturschutz (BfN). Von September 2021 bis Juli 2023 war sie Direktorin der Eidgenössischen Forschungsanstalt für Wald, Schnee und Landschaft (WSL) sowie Professorin an der ETH Zürich und der EPFL. Seit August 2023 ist sie als Professorin für Landschaftsentwicklung an der EPFL tätig.

## Leben
Jessel studierte von 1982 bis 1989 Landespflege an der Technischen Universität München. Anschließend arbeitete sie im Planungsbüro Prof. Schaller-Kranzberg bei Freising. Von 1992 bis 1999 war Jessel Leiterin des Referats „Ökologisch orientierte Planungen“ an der Bayerischen Akademie für Naturschutz und Landschaftspflege in Laufen/Salzach. 1998 promovierte sie zum Dr. agr. mit dem Thema „Landschaften als Gegenstand von Planung. Betrachtungen über die Theorie ökologisch orientierten Planens“ bei Wolfgang Haber an der TU München-Weihenstephan.
1999 wurde sie zur Professorin für Landschaftsplanung an das Institut für Geoökologie der der Universität Potsdam berufen. Im Jahr 2006 wechselte sie zur Technischen Universität München auf den von der Allianz-Stiftung finanzierten Lehrstuhl für „Strategie und Management der Landschaftsentwicklung“. Von 2007 bis 2021 war sie Präsidentin des Bundesamtes für Naturschutz (BfN) in Bonn. 2021 wählte der Schweizerische Bundesrat Beate Jessel zur Direktorin der Eidgenössischen Forschungsanstalt für Wald, Schnee und Landschaft (WSL). Zugleich ist sie Inhaberin einer Doppelprofessur für Landschaftsentwicklung an der ETH Zürich und der EPFL Lausanne. Per 31. Juli 2023 legte sie die Funktion als Direktorin nieder und nimmt vollzeitlich ihre Professur für Landschaftsentwicklung an der EPFL wahr.

## Gremientätigkeit
- Member of the International Scientific Advisory Committee (ISAC) of the Chinese Research Academy of Environmental Sciences (CRAES)
- Mitglied im Hochschulrat der Hochschule Geisenheim University[6]
- Mitglied im Stiftungsrat des Zoologischen Forschungsmuseums Alexander König – Leibniz-Institut für Biodiversität der Tiere (ZFMK) in Bonn
- Mitglied im Vorstand der Arbeitsgemeinschaft der Ressortforschungseinrichtungen
- Mitherausgeberin der Zeitschrift GAIA – Ökologische Perspektiven für Wissenschaft und Gesellschaft
- Mitglied im Vorstand der Deutschen Vereinigung für Wasserwirtschaft, Abwasser und Abfall e.V. (DWA)

## Fachliche Positionen
Bauprojekte
Jessel kritisierte 2013, dass Naturschutz auch benutzt werde, um unliebsame Bauprojekte zu verhindern.
Energiewende
In Bezug auf die Energiewende forderte Jessel eine offene Diskussion über die Folgen für Natur und Landschaft. Bis zum Ausstieg aus der Kernenergie sollten „Leitplanken“ für Natur und Landschaft definiert werden. Beim Bau von neuen Stromleitungen sei eine genaue Abschätzung des Bedarfs und dann eine sorgfältige Trassenwahl notwendig. Auf hoher See müsse beim Ausbau von Offshore-Windkraft auf die Standorte geachtet werden, um Wale und Seevögel nicht zu beeinträchtigen.
In Bezug auf den Anbau von Biomasse forderte Jessel im Jahr 2011 Nachhaltigkeitskriterien. Mais wird in aller Regel in Monokultur angebaut und Jessel forderte, den Anbau von Mais in der Fruchtfolge zu beschränken und die klimarelevante Umwandlung von Grünland zu Anbaufläche von Biomasse zu unterbinden.
Großschutzgebiete in Deutschland und der Schweiz
Jessel begrüßte 2011 die Diskussion um einen Nationalpark in Baden-Württemberg. Nach ihrer Ansicht bedürfe es in Deutschland der Neuausweisung von weiteren Nationalparks, um das Fünf-Prozent-Ziel einer natürlichen Waldentwicklung der Nationalen Biodiversitätsstrategie zu erreichen und um zu gewährleisten, dass alle Großlandschaften exemplarisch durch Nationalparke erfasst sind. Der Schweiz attestierte sie 2022 im internationalen Vergleich einen Mangel an strengen Schutzgebieten und sprach sich für eine schweizweite Potenzialanalyse aus, um landesweit aufzuzeigen, welche Gebiete aus ökologischer und sozioökonomischer Hinsicht für neue Nationalparke prinzipiell in Frage kommen würden.
Insektensterben
Jessel sah 2018 einen Zusammenhang zwischen der überwiegenden Art der Landbewirtschaftung und dem Insektensterben. (2018)

## Publikationen (Auswahl)
- Beate Jessel, Olaf Tschimpke, Manfred Walser: Produktivkraft Natur (2009)[12]
- Die Integration von Umweltbelangen in die Entscheidungsfindung der Bauleitplanung und die Abschichtung zwischen verschiedenen Planungsebenen (2004)[12]
- Beate Jessel, Kai Tobias: Ökologisch orientierte Planung: Eine Einführung in Theorien, Daten und Methoden. Uni-Taschenbücher ISBN 978-3-8252-2280-2 (2002)[12]
- Die UVP – ein Instrument zur Verbesserung der Umweltvorsorge? (2001)[12]
- Umsetzungsstrategien und Instrumente für Erfordernisse von Naturschutz und Landschaftspflege (2000)[12]
- Landschaften als Gegenstand von Planung (1998)[12]